# Адьютор Африканский
Адьютор (V век) — святой епископ Беневенто. День памяти — 15 мая, 1 сентября.
Святой Адьютор, согласно преданию, был родом из Африки. В качестве воина в войске Гензериха участвовал в гонении христиан в Испании. Обретя веру, стал епископом и немало претерпел от вандалов.
Другие сведения о св. Адьюторе имеются в житии святого Кастрезия. Согласно Пассии, легендарный Гензерих, король вандалов, пытался заставить некоторых африканских епископов отречься от их веры. Убедившись в безуспешности своих попыток, он повелел поместить св. Адьютора и с ним ещё 12 епископов в старый корабль и отправил их на «милость волн». Судно чудесным образом прибыло на побережье Кампания, где св. Адьютор окончил свои дни, будучи епископом сначала в Беневенто, а затем — в Марчина (Marcina), территория которой простиралась от Четара (Cetara) до нынешнего Кава-де-Тиррени.
Почитается покровителем Кава-де-Тиррени.